# Platanthera okuboi
Platanthera okuboi är en orkidéart som beskrevs av Tomitaro Makino. Platanthera okuboi ingår i släktet nattvioler, och familjen orkidéer. Inga underarter finns listade i Catalogue of Life.